# Teleogryllus xanthoneurus
Teleogryllus xanthoneurus is een rechtvleugelig insect uit de familie krekels (Gryllidae). De wetenschappelijke naam van deze soort is voor het eerst geldig gepubliceerd in 1869 door Gerstaecker.